# Жан-Мари Льо Пен
Жан-Мари Льо Пен (на френски: Jean-Marie Le Pen) е френски политик.

## Биография
Служи във френския чуждестранен легион. Като офицер в първи въздушно-десантен батальон на Чуждестранния легион участва в Индокитай, Суецката операция през 1956 г. и в сраженията в Алжир през 1957. Кавалер на Ордена на Военния кръст. Завършва право и политически науки в Парижкия университет – право в 1954 г. и политология в 1971 г.
През 1972 г. основава партията Национален фронт и на няколко пъти участва в президентската кампания, като най-големия си успех регистрира през 2002 г., когато отива на балотаж срещу държавния глава Жак Ширак.
Жан-Мари Льо Пен е депутат в Европарламента. Женен, с три дъщери.
Политическите му опоненти го определят като крайно десен, а той по-скоро се самоопределя като автентично десен.
В началото на 2011 г. Жан-Мари Льо Пен предава властта си в партията на дъщеря си Марин Льо Пен.
През 2015 г. е изключен от партията поради коментарите му, защитаващи нацисткия режим във Франция и изказването му, че Холокостът е просто „детайл от историята“.
Жан-Мари Льо Пен умира на 7 януари 2025 година в Гарш.